# 스페셜 K

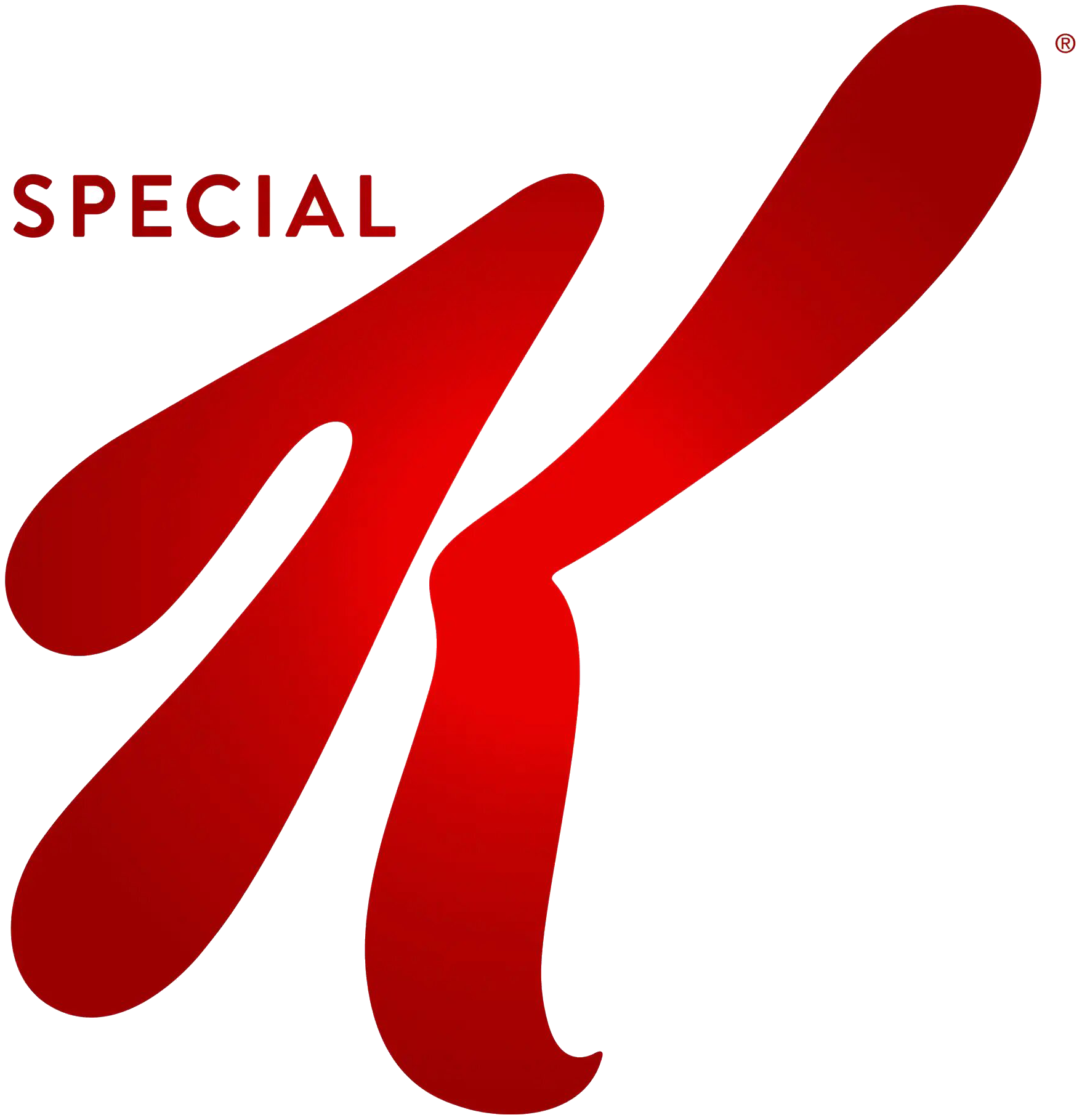

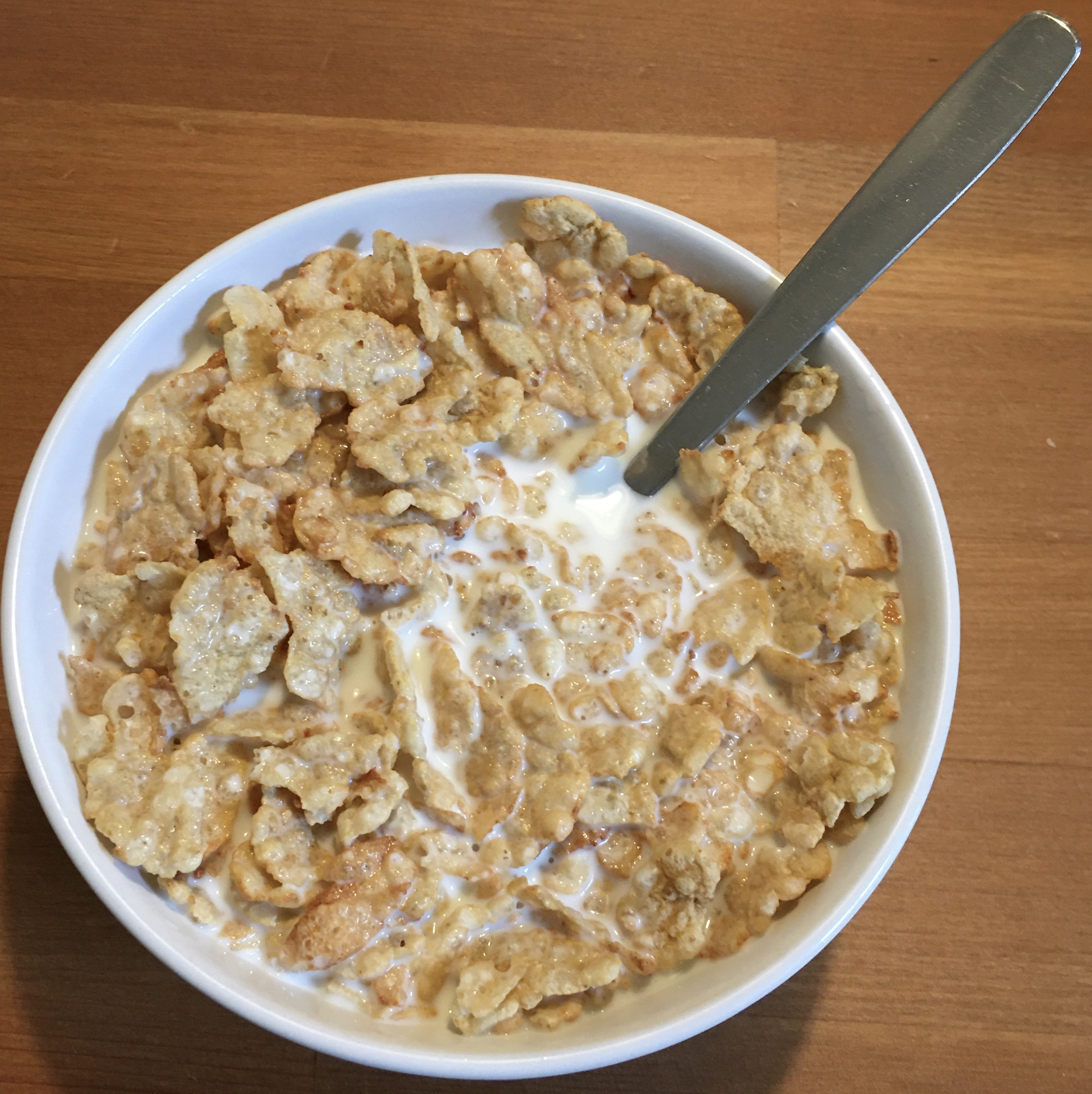
켈로그의 스페셜 K 오리지널

스페셜 K(Special K)는 켈로그(Kellogg's)에서 제조한 아침용 시리얼 및 밀바의 미국 브랜드이다. 시리얼은 1955년에 미국에 소개되었다. 주로 가볍게 구운 쌀, 밀, 보리와 같은 곡물로 만들어진다. 스페셜 K는 주로 체중 감량을 위해 먹을 수 있는 저지방 시리얼로 판매되었다.

## 스페셜 K 챌린지
스페셜K 브랜드는 앞서 '스페셜K 챌린지'를 표방했다. 이 챌린지의 목표는 개인이 2주 안에 6파운드를 감량하도록 돕는 것이었다. 이 손실은 하루 종일 특정 스페셜 K 제품을 섭취함으로써 달성되었다. 식단은 탈지유 2/3컵과 과일 한 쪽을 곁들인 스페셜 K 시리얼 1인분으로 시작했다. 식단의 두 번째 식사에는 스페셜 K 프로틴 식사 바, 스페셜 K 프로틴 쉐이크 또는 탈지유 2/3컵과 과일 한 쪽을 곁들인 스페셜 K 시리얼의 또 다른 서빙이 포함되었다. 그날의 세 번째 식사는 스페셜 K 제한 없이 정상적으로 섭취할 수 있었다. 하루 종일 한 개인에게 두 번의 스페셜 K 간식 시간이 할당되며 다음과 같은 지정된 간식을 먹는다: 크래커 칩 또는 스페셜 K 팝콘. 추가 간식 제공을 위해 개인은 과일과 채소를 섭취할 수 있다. 도전하는 동안 음료는 정상적으로 섭취할 수 있다.
스페셜 K 다이어트의 비평가들은 제한된 음식 옵션으로 인해 다이어트하는 사람들이 배고프게 느끼고 사람들이 다이어트를 고수하지 못하게 할 수 있다고 생각한다. 식단은 단백질, 섬유질, 야채 및 과일이 너무 적다는 비판을 받았다. 식단에는 건강에 해로운 과식이나 운동 부족을 바꾸는 방법과 영구적인 체중 감량에 대한 중요성에 대한 지침이 포함되어 있지 않다.